# Cuộc du hành cùng chim cánh cụt
Cuộc du hành cùng chim cánh cụt (tiếng Anh: 3-2-1 Penguins!) là loạt phim hoạt hình Mỹ được tạo bởi Jeff Parker, Phil Lollar, và Nathan Carlson và được sản xuất bởi Big Idea Productions (người tạo ra Chuyện Rau Quả).

## Lịch sử
Trong quá trình sản xuất cho Jonah: A VeggieTales Movie, Big Idea Productions, HIT Entertainment, Arc Productions và Qubo đã quyết định tạo ra một loạt phim hoạt khác để lấp đầy không gian của Chuyện Rau Quả.
Loạt phim hoạt hình ban đầu được tạo ra bởi Jeff Parker, người nghĩ về khái niệm chim bay. Sau đó, anh ấy đã có sự giúp đỡ từ Nathan Carlson và Phil Lollar, người trước đây đã làm việc với anh ấy trên Adventures in Odyssey.
Sau thành công của tập đầu tiên, thêm năm tập nữa được tạo ra cho đến năm 2003, khi việc sản xuất Big Idea chuyển từ Lombard ở Illinois sang Franklin ở Tennessee.
Năm 2006, sau khi NBC đồng ý phát sóng sáu tập gốc trên Qubo, họ cũng yêu cầu Big Idea Productions sản xuất thêm các tập của chương trình.
Tổng cộng, loạt phim hoạt hình có 27 tập.